# Hesperocyparis
Hesperocyparis — рід дерев родини кипарисових (Cupressaceae), що містить північноамериканські види, інакше віднесені до роду Cupressus. Ростуть від заходу й півдня США до Центральної Америки. Лише деякі види мають широкі ареали, більшість з яких є ендеміками з обмеженим ареалом.
Представники Hesperocyparis були і все ще поміщаються в Cupressus багатьма авторитетами, але філогенетичні дані підтверджують іншу спорідненість. Молекулярне дослідження 2021 року показало, що Hesperocyparis є сестринською групою роду Callitropsis, а ця клада є сестринською групою до азійського роду Xanthocyparis. Встановлено, що клада, що включає всі три роди, є сестринською кладою, що містить Juniperus і Cupressus sensu stricto.
Цей рід містить такі види:
- Hesperocyparis abramsiana (C. B. Wolf) Bartel
- Hesperocyparis arizonica (Greene) Bartel
- Hesperocyparis bakeri (Jeps.) Bartel
- Hesperocyparis benthamii (Endl.) Bartel
- Hesperocyparis forbesii (Jeps.) Bartel
- Hesperocyparis glabra (Sudw.) Bartel
- Hesperocyparis goveniana (Gordon) Bartel
- Hesperocyparis guadalupensis (S. Watson) Bartel
- Hesperocyparis lusitanica (Mill.) Bartel
- Hesperocyparis macnabiana (A. Murray bis) Bartel
- Hesperocyparis macrocarpa (Hartw.) Bartel
- Hesperocyparis montana (Wiggins) Bartel
- Hesperocyparis nevadensis (Abrams) Bartel
- Hesperocyparis pygmaea (Lemmon) Bartel
- Hesperocyparis revealiana (Silba) Silba
- Hesperocyparis sargentii (Jeps.) Bartel
- Hesperocyparis stephensonii (Jeps.) Bartel